# サルゲッチュ (アニメ)
このサルゲッチュ (アニメ)では、以前放送された「レッチュ ゲッチュ サルゲッチュ」、「サルゲッチュ 〜オンエアー〜」と、「サルゲッチュ 〜オンエアー〜 2nd」、またサルゲッチュの映画について説明する。

## 『レッチュ ゲッチュ サルゲッチュ』
テレビ東京系列で放送されている人気番組『おはスタ』内で期間限定放送されたアニメ。
1話約45秒のショート、ヒカルとピポサルたちが繰り広げるギャグ仕立ての展開で、全76話である。
登場キャラクター
ヒカル
天然ボケな小学4年生。

## 『サルゲッチュ 〜オンエアー〜』
テレビ東京系列6局ネットで放送されていたバラエティ番組『おはコロシアム』（毎週土曜、8時30分〜9時00分）枠内にて2006年4月8日〜9月30日まで約10分間のミニアニメが26話制作・放送された。ここでは以下"第1期"と呼称する。
番組内に2つのアニメコーナーがあり、本作は番組後半で放送（前半枠は『ロックマンエグゼBEAST+』）。アニメーション制作を担当したXEBEC初の全編3DCGアニメ作品でもある。但し、シリアスな場面など重要な場面、或いはネタとして（特に第二期）2次元静止画、セル画アニメが使用されることもある。
原作のゲーム版の要素を取り入れながらもオリジナルのストーリーを展開する内容である。初期はシリーズの原点である『（初代）サルゲッチュ』的な展開であり、カケル達がピポサルを捕まえてスペクターの悪巧みを阻止すると言う内容が主だった。後期はチャルが実体化したりピポトロンJ達との戦いが行なわれるなど『ミリオンモンキーズ』の要素を包括した展開へと変わって行った。『2』や『3』の要素は殆ど無く、主要人物も基本的に『初代』・『サルバト～レ』・『ミリオンモンキーズ』のシリーズに準じている。しかし、ヒカル・ピポッチ・ウッキーファイブ・ピポトロントリオ・サトル・サヤカ・アキエ・Dr．トモウキは登場しなかった。
なお第1期の各話サブタイトルは、テレビ東京（及び系列局）で過去・現在に放送した番組の名をパロディ化している（詳細は下記参照）。

### スタッフ
- 原案 - ソニー・コンピュータエンタテインメントジャパン
- スーパーバイザー - 細谷恵、兼高克志、佐上靖之
- 監督 - はばらのぶよし
- シリーズ構成 - 荒川稔久
- アニメーションデザイン - 浅賀和行
- 3DCGディレクター - 長谷川歩
- 美術監督 - 渡辺佳人
- 色彩監修 - 関本美津子
- 撮影監督 - 広瀬勝利
- 編集 - 伊藤潤一
- 音楽 - 酒井陽一
- 音響監督 - 山田知明
- プロデューサー - 服部恵大
- アニメーションプロデューサー - 下地志直
- アニメーション制作 - 小学館ミュージック&デジタル エンタテイメント、XEBEC

### 各話リスト
| 話数 | サブタイトル                                   | 元ネタとなる番組                                | 脚本     | 絵コンテ         | 演出           | 作画監督          |
| ---- | ---------------------------------------------- | ----------------------------------------------- | -------- | ---------------- | -------------- | ----------------- |
| #01  | 出没! おサルちっく天国                         | 『出没!アド街ック天国』                         | 荒川稔久 | はばらのぶよし   | はばらのぶよし | 玉川明洋          |
| #02  | いい旅 サル気分                                | 『いい旅・夢気分』                              | 荒川稔久 | どじゃがげん     | 日下直義       | 平岡正幸          |
| #03  | 元祖!ナビや                                    | 『元祖!でぶや』                                 | 荒川稔久 | 靏山修           | はばらのぶよし | 江藤真澄          |
| #04  | サルは楽しく! スマイルサルリゾート             | 『朝は楽しく!スマイルサプリメント』             | 翁妙子   | どじゃがげん     | 日下直義       | 酒井啓史          |
| #05  | 世界の料理サル                                 | 『世界の料理ショー』                            | 中弘子   | 榎本明広         | 榎本明広       | 小野可奈子        |
| #06  | サル・ロマンを求めて                           | 『釣り・ロマンを求めて』                        | 桶谷顕   | どじゃがげん     | 日下直義       | 志村隆行          |
| #07  | サル将軍? おおあばれ                           | 『姫将軍大あばれ』                              | 村山桂   | ほしかわたかふみ | 長澤剛         | 松原徳弘          |
| #08  | 特選ふたり旅                                   | 『特選・ぶらり旅』                              | 村山桂   | どじゃがげん     | 日下直義       | はしもとかつみ    |
| #09  | サルでもピカソ                                 | 『たけしの誰でもピカソ』                        | 翁妙子   | 靏山修           | 孫承希         | 志村泉            |
| #10  | サルのロードショー                             | 『午後のロードショー』                          | 中弘子   | どじゃがげん     | 日下直義       | 山村俊了          |
| #11  | ふいにカラダ変われば?!                         | 『クイズところ変われば!?』                      | 村山桂   | 釘宮洋           | 筑紫大介       | 佐藤まさふみ      |
| #12  | 追憶! ゲッチュの主役                           | 『追跡!テレビの主役』                           | 荒川稔久 | はばらのぶよし   | はばらのぶよし | 平岡正幸          |
| #13  | スノボー魂                                     | 『スポーツ魂』                                  | 桶谷顕   | どじゃがげん     | 日下直義       | 江藤真澄          |
| #14  | やりすぎスペクター                             | 『やりすぎ上海』もしくは 『やりすぎコージー』   | 村山桂   | 西はじめ         | 高橋順         | 福本勝            |
| #15  | 独占生中継おサルの花火大会                     | 『隅田川花火大会』                              | 翁妙子   | どじゃがげん     | 日下直義       | 松原徳弘          |
| #16  | カケルの勝利一直線                             | 『洋子の演歌一直線』                            | 荒川稔久 | はばらくみこ     | 筑紫大介       | 筆坂明規          |
| #17  | クータの肖像                                   | 『匠の肖像』                                    | 翁妙子   | どじゃがげん     | 日下直義       | 佐藤まさふみ      |
| #18  | ピポ式オープニングベル                         | 『Opening Bell』                                | 村山桂   | 長澤剛           | 長澤剛         | 玉川明洋          |
| #19  | 大サル捜査網                                   | 『大江戸捜査網』                                | 荒木憲一 | どじゃがげん     | 日下直義       | たけだゆうさく    |
| #20  | いきなり宇宙生活?                              | 『いきなり結婚生活』                            | 桶谷顕   | 佐藤千春         | 高橋順         | 小野可奈子        |
| #21  | サルドキッ! 追想録                             | 『昼ドキッ! 見聞録』（不明）                    | 丸川直子 | はばらのぶよし   | はばらのぶよし | 江藤真澄          |
| #22  | スペクターのハカセも教えてくれないそこんトコロ | 『所さんの学校では教えてくれないそこんトコロ!』 | 村山桂   | どじゃがげん     | 日下直義       | 酒井啓史          |
| #23  | ウイニング・サル迷路                           | 『ウイニング競馬』                              | 翁妙子   | どじゃがげん     | 日下直義       | 和田伸一 山村俊了 |
| #24  | レース! 赤恥青恥サル恥                         | 『クイズ赤恥青恥』                              | 荒木憲一 | どじゃがげん     | 日下直義       | たけだゆうさく    |
| #25  | ヘンシンコロシアム!                            | 『ランキンコロシアム!』                         | 桶谷顕   | どじゃがげん     | 日下直義       | 志村泉            |
| #26  | 世の中サルっと!                                | 『世の中ガブッと!』（不明）                     | 荒川稔久 | はばらのぶよし   | はばらのぶよし | 玉川明洋 平岡正幸 |

### その他
- 16話からは連続したストーリー、18話〜20話はピポトロンステージ編、23話〜26話はラストバトル編。
- 26話のみ、OPはカットし、最後にピクニックシーンとともにOPの曲が流れ、最後に「サルゲッチュ 〜オンエアー〜」のロゴを表示した。

| テレビ東京系 おはコロシアム内 アニメ枠後半 | テレビ東京系 おはコロシアム内 アニメ枠後半            | テレビ東京系 おはコロシアム内 アニメ枠後半                |
| 前番組                                     | 番組名                                                | 次番組                                                    |
| ------------------------------------------ | ----------------------------------------------------- | --------------------------------------------------------- |
| （開始前につきなし）                       | サルゲッチュ 〜オンエアー〜 （2006年4月 - 2006年9月） | サルゲッチュ 〜オンエアー〜2nd （2006年10月 - 2007年9月） |

## 『サルゲッチュ 〜オンエアー〜 2nd』
第1期と同じく『おはコロシアム』にて2006年10月7日より2007年9月29日まで放送。ここでは以下"第2期"と呼称する。
第2期も第1期と同様、番組後半のアニメコーナーで放送（前半枠は『流星のロックマン』）。
基本的には第1期のスタッフ・メインキャストにより、新しいエピソードが語られる。また、第1期のサブタイトルがテレ東番組名のパロディだったのに対し、第2期では映画のタイトル名をパロディにしている。
初期はピポトロントリオが悪役として登場しながらも、通常通りピポサルを捕まえる内容だったが、『ピポサルレーサー』をモチーフにした長編や、中期からは再びスペクターが悪役に据えられ、ウッキーファイブの登場やゲットヘルの使用（ピポサルを操る）が始まったりと、『サルサル大作戦』の要素も取り入れた展開となった（ピポトロントリオが味方になると言った『サルバト～レ』的要素もある）。終盤は完全にオリジナルの展開となっている。しかし、サトル・サヤカ・アキエはゲストキャラとして登場するが、ヒカル・ピポッチ・Dr．トモウキも登場しない。
第1期に比べるとシリアスな描写や感動的なシーンは少なくなり、脱力系のシュールギャグや子供には厳しいネタ・パロディ、荒唐無稽な演出が増加している。
2007年9月29日をもって終了し、同年10月6日からはアニメ『デュエル・マスターズ』シリーズに交代した。
第1作と共にDVD化や有料配信していない為視聴困難である。

### スタッフ（2nd）
- 原案 - ソニー・コンピュータエンタテインメントジャパン
- スーパーバイザー - 細谷恵、兼高克志、佐上靖之
- 監督 - 神谷純
- シリーズ構成 - 荒川稔久
- アニメーションデザイン - 浅賀和行
- 3DCGディレクター - 長谷川歩
- 美術監督 - 渡辺佳人
- 色彩監修 - 伴夏代
- 撮影監督 - 広瀬勝利
- 編集 - 伊藤潤一
- 音楽 - 酒井陽一
- 音響監督 - 山田知明
- プロデューサー - 服部恵大
- アニメーションプロデューサー - 下地志直
- アニメーション制作 - 小学館ミュージック&デジタル エンタテイメント、XEBEC

### 各話リスト（2nd）
| 話数 | 通算話 | サブタイトル                                | 元ネタとなる番組                                                   | 脚本       | 絵コンテ     | 演出     | 作画監督                |
| ---- | ------ | ------------------------------------------- | ------------------------------------------------------------------ | ---------- | ------------ | -------- | ----------------------- |
| #01  | #27    | ダイヤルMじゃなくても回せ                   | 『ダイヤルMを廻せ!』                                               | 荒川稔久   | 神谷純       | 神谷純   | 平岡正幸                |
| #02  | #28    | サルの軍団はったり忍法                      | 『影の軍団 服部半蔵』もしくは 『服部半蔵 影の軍団』                | まさきひろ | どじゃがげん | 日下直義 | 平岡正幸                |
| #03  | #29    | 地上最大のおサルショウ                      | 『地上最大のショウ』                                               | 翁妙子     | 西はじめ     | 神谷純   | 松原徳弘                |
| #04  | #30    | スーパーのおサル                            | 『スーパーの女』                                                   | 伊藤美智子 | どじゃがげん | 日下直義 | 岩根雅明 はしもとかつみ |
| #05  | #31    | サルにねらわれた学園                        | 『ねらわれた学園』                                                 | 丸川直子   | 釘宮洋       | 孫承希   | たけだゆうさく          |
| #06  | #32    | ミイラのおバカっ！                          | 『ミイラの墓場』                                                   | 村山桂     | どじゃがげん | 日下直義 | 小林しおり              |
| #07  | #33    | ミッション・イン・ピポサル                  | 『ミッション:インポッシブル』                                      | 桶谷顕     | 靏山修       | 神谷純   | 上野卓志 原由美子       |
| #08  | #34    | ニューヨーク おサル温泉街の奇跡             | 『ニューヨーク東8番街の奇跡』                                      | 伊藤美智子 | どじゃがげん | 日下直義 | はしもとかつみ          |
| #09  | #35    | 栄光のお・サル                              | 『栄光のル・マン』                                                 | 荒川稔久   | 榎本明広     | 榎本明広 | 荒木英樹                |
| #10  | #36    | カーズ・アタック                            | 『マーズ・アタック』                                               | 翁妙子     | どじゃがげん | 日下直義 | 松原徳弘                |
| #11  | #37    | サルレースに専念                            | 『デス・レース2000年』                                             | まさきひろ | 榎本明広     | 榎本明広 | 門智昭                  |
| #12  | #38    | なんとなく、クリスマス                      | 『なんとなく、クリスタル』                                         | 村山桂     | どじゃがげん | 日下直義 | はしもとかつみ 岩根雅明 |
| #13  | #39    | ビッグアイドルすごいわ宣言                  | 『ビッグマグナム 黒岩先生』                                        | 荒川稔久   | 神谷純       | 神谷純   | 志村泉                  |
| #14  | #40    | サトル・サヤカ・ブラザーズ 地球最大の決戦!? | 『三大怪獣 地球最大の決戦』                                        | 荒川稔久   | どじゃがげん | 日下直義 | 平岡正幸                |
| #15  | #41    | 男と男のイケるモチ                          | 『男と男の生きる街』                                               | 村山桂     | 榎本明広     | 榎本明広 | たけだゆうさく          |
| #16  | #42    | 愛のイエロー                                | 『愛の陽炎』                                                       | まさきひろ | どじゃがげん | 日下直義 | 上野卓志                |
| #17  | #43    | フィールド・オブ・ピポサルズ                | 『フィールド・オブ・ドリームス』                                   | 伊藤美智子 | 神谷純       | 神谷純   | 木下由美子 谷口淳一郎   |
| #18  | #44    | 摩天楼はサル色に                            | 『摩天楼はバラ色に』                                               | 中村寛之   | どじゃがげん | 日下直義 | 松本勝次                |
| #19  | #45    | 私を気球に連れてって                        | 『私をスキーに連れてって』                                         | 翁妙子     | 榎本明広     | 榎本明広 | 荒木英樹                |
| #20  | #46    | サル・ウィ・ダンス?                         | 『Shall we ダンス?』                                               | 伊藤美智子 | どじゃがげん | 日下直義 | 桜井木ノ実              |
| #21  | #47    | 地球の頂上のサル                            | 『地球の頂上の島』                                                 | まさきひろ | 神谷純       | 神谷純   | はしもとかつみ          |
| #22  | #48    | ウッキー                                    | 『ロッキー』                                                       | 荒川稔久   | どじゃがげん | 日下直義 | 上野卓志                |
| #23  | #49    | 今そこにサル危機                            | 『今そこにある危機』                                               | 翁妙子     | 榎本明広     | 榎本明広 | 岩根雅明 小林しおり     |
| #24  | #50    | 百万の星がオレたちを待っている              | 『100人の子供達が列車を待っている (Cien niños esperando un tren)』 | 村山桂     | どじゃがげん | 日下直義 | 荒木英樹                |
| #25  | #51    | ラスト・サルだい!                           | 『ラスト サムライ』                                                | 荒川稔久   | 榎本明広     | 榎本明広 | 向田隆                  |
| #26  | #52    | 復活のス!                                   | 『復活の日』                                                       | 荒川稔久   | どじゃがげん | 日下直義 | 平岡正幸                |
| #27  | #53    | 10億サルの頭脳                              | 『10億ドルの頭脳』                                                 | まさきひろ | 神谷純       | 神谷純   | たけだゆうさく          |
| #28  | #54    | おいしいのがお好き                          | 『お熱いのがお好き』                                               | 翁妙子     | どじゃがげん | 日下直義 | 桜井木ノ実              |
| #29  | #55    | ブルー・イン・ザ・ケーブ                    | 『ブルー・イン・ザ・フェイス』                                     | 伊藤美智子 | 榎本明広     | 榎本明広 | 徳田夢之介              |
| #30  | #56    | 赤いバカ同士の伝説                          | 『赤い薔薇ソースの伝説』                                           | 村山桂     | どじゃがげん | 日下直義 | 志村泉                  |
| #31  | #57    | 素晴らしきワナ、完成!                       | 『素晴らしき哉、人生!』                                            | 翁妙子     | 神谷純       | 神谷純   | 平岡正幸                |
| #32  | #58    | 最もズサンな遊戯                            | 『最も危険な遊戯』                                                 | 村山桂     | どじゃがげん | 日下直義 | 加瀬政広                |
| #33  | #59    | HELLぷ! わたしはアイドル                    | 『ヘルプ!4人はアイドル』                                           | まさきひろ | 榎本明広     | 榎本明広 | 福本勝                  |
| #34  | #60    | 男たちの番付                                | 『男たちの挽歌』                                                   | 伊藤美智子 | どじゃがげん | 日下直義 | 門智昭                  |
| #35  | #61    | 大変よー! 奇跡の逆転ハルカ!                 | 『太平洋奇跡の作戦 キスカ』                                        | 荒川稔久   | 神谷純       | 神谷純   | 上野卓志 荒木英樹       |
| #36  | #62    | 首ったけ女の恐怖                            | 『首だけ女の恐怖』                                                 | 村山桂     | どじゃがげん | 日下直義 | 岩根雅明 たけだゆうさく |
| #37  | #63    | お湯にさわると危ないぜ                      | 『俺にさわると危ないぜ』                                           | まさきひろ | 榎本明広     | 榎本明広 | 桜井木ノ実              |
| #38  | #64    | 『ぺ』には『ぺ』を                          | 『眼には眼を』（不明）                                             | 翁妙子     | どじゃがげん | 日下直義 | 向田隆                  |
| #39  | #65    | ワルすぎる、コワすぎる                      | 『早すぎる、遅すぎる』（不明）                                     | 村山桂     | 神谷純       | 神谷純   | はしもとかつみ 平岡正幸 |
| #40  | #66    | あらわざの要塞                              | 『荒鷲の要塞』                                                     | まさきひろ | どじゃがげん | 日下直義 | 林桂子                  |
| #41  | #67    | アーニメーター3                             | 『ターミネーター3』                                                | 伊藤美智子 | 榎本明広     | 榎本明広 | 上野卓志 たけだゆうさく |
| #42  | #68    | 日本一のすりこみ男                          | 『日本一のゴマすり男』                                             | 翁妙子     | どじゃがげん | 日下直義 | 志村泉                  |
| #43  | #69    | プライベート・ソウメン                      | 『プライベート・ライアン』                                         | 丸川直子   | 神谷純       | 神谷純   | 佐藤まさふみ            |
| #44  | #70    | 乙女のいる空地                              | 『乙女のゐる基地』                                                 | 伊藤美智子 | どじゃがげん | 日下直義 | 松原徳弘 藤田宗克       |
| #45  | #71    | 限りなくダメダメに近いブルー                | 『限りなく透明に近いブルー』                                       | 村山桂     | 榎本明広     | 榎本明広 | 玉川明洋 岩根雅明       |
| #46  | #72    | 赤くて、青くて、黄色いこいつら              | 『若くて、悪くて、凄いこいつら』（不明）                           | まさきひろ | どじゃがげん | 日下直義 | 平岡正幸                |
| #47  | #73    | 快楽サル集団 ウキ〜ッてやっちゃうよ!        | 『快楽美女集団 ボイ〜ンってやっちゃうよ!』（不明）                 | 村山桂     | 神谷純       | 神谷純   | はしもとかつみ          |
| #48  | #74    | 真・機動ロボ 大ゴールデン作戦               | 『紳士泥棒 大ゴールデン作戦』                                      | まさきひろ | どじゃがげん | 日下直義 | 藤田宗克 向田隆         |
| #49  | #75    | ハカセの動くシロモノ                        | 『ハウルの動く城』                                                 | 荒川稔久   | 榎本明広     | 榎本明広 | 荒木英樹 池田裕治       |
| #50  | #76    | 陽気なロボが地球を回る                      | 『陽気なギャングが地球を回す』                                     | 伊藤美智子 | どじゃがげん | 日下直義 | 加瀬政広 たけだゆうさく |
| #51  | #77    | サイゴ                                      | 『サイコ』                                                         | 荒川稔久   | 神谷純       | 神谷純   | 岩根雅明 小林しおり     |

### オープニング
- おなじみサルゲッチュ!（歌：おはガールキャンディミント）
  - 13話からOPのアニメ及び若干声が変更された。
  - 26話からはOPのアニメが変更された。

### 挿入歌
- 暴走人生（歌：ピポトロンブラザーズ）

### その他（2nd）
- 9話 - 12話（ピポサルレーサー編）、22話 - 25話（人類サル化編）、38話 - 40話（ハカセ救出編）、47話 - 51話（ロボット対決・ジテマキャノン編）は連続したストーリーとなっている。
- 22話でピポトロンブルーが「『欽ちゃんの仮装大賞』みたいな後ろのメカもなくなっちまってる」と言う台詞を発するが、「ピー」音が入れられ、「…ちゃんの仮装大賞みたいな後ろのメカもなくなっちまってる」となった。
- 25話、51話ではオープニングを飛ばし、最後に通常のOPを流した。
- 一応、この枠は子供向けの時間帯であるため、サブタイトルの漢字にフリガナを付加している（簡単なものには付加されていない）。
- 作中ではハルカのスカートが揺れるシーンがいくつかあり、26話でもナツミのスカートが不自然なほど揺れているシーンがある。しかし、子供向けアニメと言う位置付け故か、彼女らのスカートがめくれてパンツが見えることはない。

| テレビ東京系 おはコロシアム内 アニメ枠後半            | テレビ東京系 おはコロシアム内 アニメ枠後半                | テレビ東京系 おはコロシアム内 アニメ枠後半           |
| 前番組                                                | 番組名                                                    | 次番組                                               |
| ----------------------------------------------------- | --------------------------------------------------------- | ---------------------------------------------------- |
| サルゲッチュ 〜オンエアー〜 （2006年4月 - 2006年9月） | サルゲッチュ 〜オンエアー〜2nd （2006年10月 - 2007年9月） | デュエル・マスターズ ゼロ （2007年10月 - 2008年3月） |

## 『劇場版サルゲッチュ 黄金のピポヘル・ウッキーバトル』
2002年の夏に公開されたCGアニメーション映画。
同時上映は『爆転シュート ベイブレード THE MOVIE 激闘!!タカオVS大地』。